# Зайдлер, Фриц
Фриц Август Зайдлер (нем. Fritz August Seidler; 18 июля 1907, Вердау, Германская империя — 6 мая 1945, Оберциркинг, Австрия) — гауптштурмфюрер СС, шуцхафтлагерфюрер в концлагере Освенцим и Маутхаузен-Гузен.

## Биография
Фриц Зайдлер родился 18 июля 1907 года в семье строителя Альвина Зайдлера. Посещал народную и среднюю школу, после чего учился на каменщика и окончил строительную школу в Глаухау. Зайдлеру не удалось найти работу по специальности, поэтому в последующие годы он работал каменщиком и прорабом.
12 марта 1933 года был зачислен в ряды Общих СС (№ 135387). 1 февраля 1935 года поступил на службу в концлагерь Заксенбург, где служил в строительной бригаде. 1 ноября 1935 года вступил в НСДАП (билет № 3693999). В июле 1937 года был переведён в концлагерь Заксенхаузен, где ему было поручено возглавить строительный отдел. В декабре 1939 года был откомандирован в Берлин, где девять месяцев работал в главном бюджетно-строительном управлении СС.
1 октября 1940 года стал 2-м шуцхафтлагерфюрером в концлагере Освенцим и, кроме того, до марта 1942 года был начальником лагеря для советских военнопленных. В лагере имел репутацию «законченного садиста». Бывший заключённый Ежи Осуховски описывал как «он скакал на лошади по лагерю, заезжал в бараки, привязывал  заключённых к своему седлу длинной веревкой, а затем тащил их за собой по полям, скалистым тропам и непроходимой местности. Рабочих заключённых он расстреливал как будто охотился на уток». Станислав Добосевич говорил: «Другие заключённые сообщили как после побега одного польского узника он выстроил в шеренгу рабочую команду, в которой работал беглец. Каждому третьему из ряда приказал сделать шаг вперёд и, таким образом, распорядился расстрелять 10 заключённых на глазах у всего лагеря». 30 декабря 1942 года стал 1-м шуцхафтлагерфюрером концлагеря Гузен. В апреле 1945 года приказал уничтожить в газовой камере около 600 больных и нетрудоспособных заключённых.
По одной из версий, 3 мая 1945 года покончил жизнь самоубийством. Согласно другому источнику, 3 мая 1945 года Зайдлер вместе  с другими офицерами СС отправился в сторону Линца и попытался укрыться у крестьянина в Оберциркинге неподалеку от Маутхазуена, где был выслежен солдатами американской армии и убит в перестрелке с ними 6 мая 1945 года.